# 赤色戦線戦士同盟

赤色戦線戦士同盟のロゴ

赤色戦線戦士同盟（せきしょくせんせんせんしどうめい、Roter Frontkämpferbund, 略称 Rote Front または RFB）は、ヴァイマル共和政時代のドイツ共産党（KPD）が保有していた準軍事組織。

## 歴史

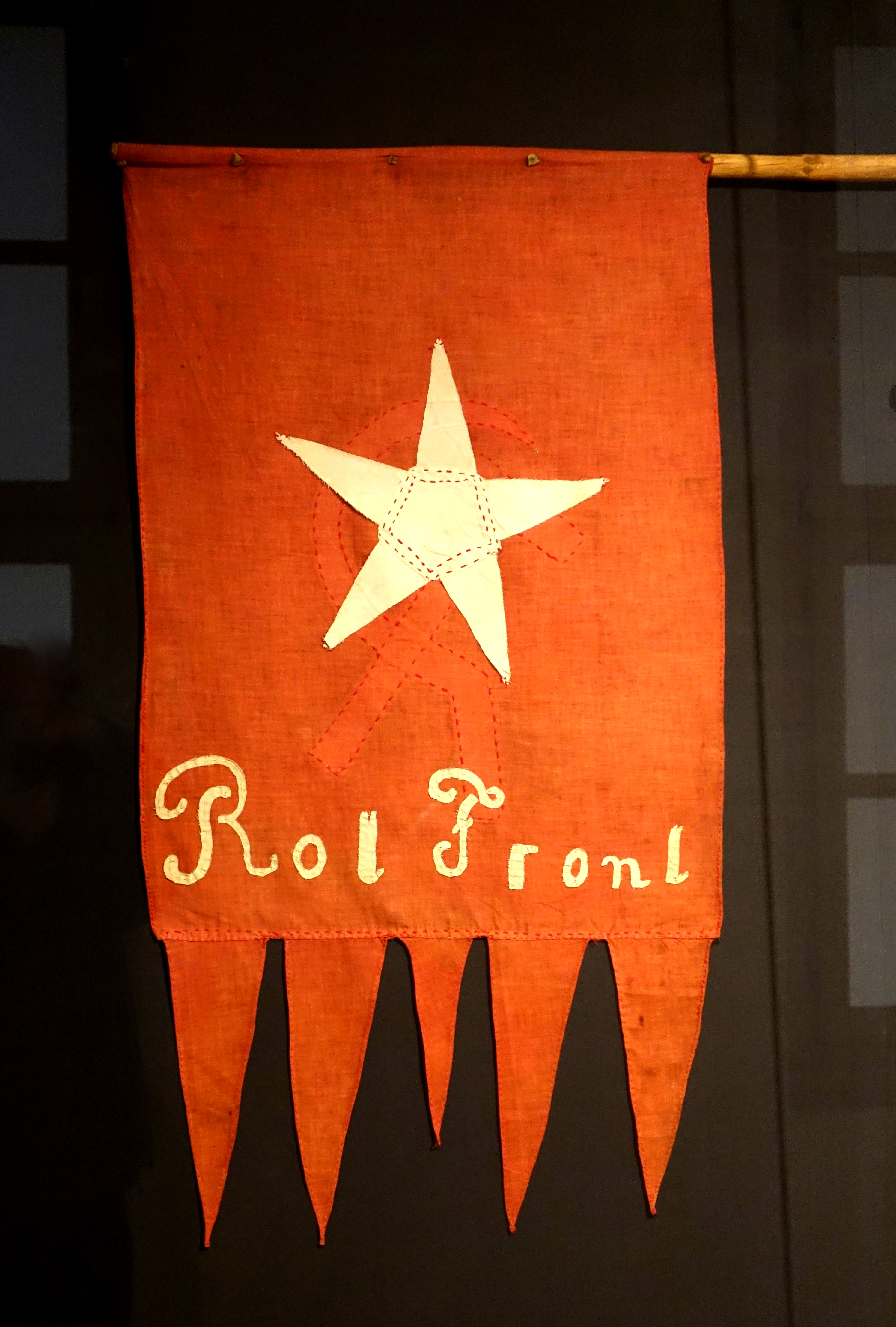
赤色戦線戦士同盟の旗。現存する数少ない装備品の一つ

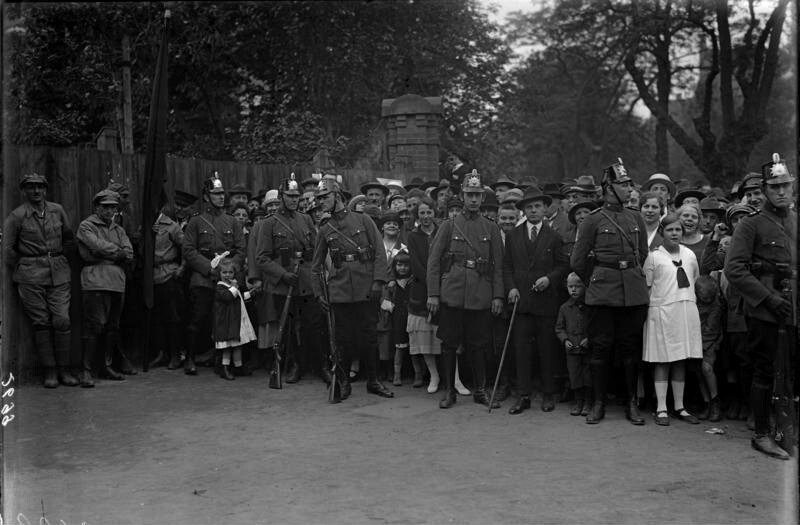
1926年5月の赤色戦線会議の日の警察のハーゼンハイデの通行規制。左端で塀に寄りかかっている者らが赤色戦線隊員たち

公式に設置されたのは1924年7月18日である。この前年に共産党は中部ドイツ（ザクセン州とテューリンゲン州）において社民党左派が指導する州政府と「統一戦線」を組んで州政府に入り込み、「プロレタリア百人隊(Proletarishe Hundertshaften)」を結成してベルリン中央政府に対する暴力革命を起こそうとした。この計画自体は軍が中部ドイツに出動してザクセン州政府とテューリンゲン州政府を解体したことで失敗に終わったが、1924年7月には「統一戦線」の継続上で中部ドイツにおいて赤色戦線戦士同盟が結成された。先行する準軍事組織、退役軍人による右翼的な鉄兜団とドイツ社会民主党(SPD)の国旗団に対抗するものだった。また1923年の中部ドイツとハンブルクでの蜂起の失敗で生じた党内の停滞ムードを一掃する意図もあった。
最初の隊長となったのはのちにドイツ共産党の党首となるエルンスト・テールマンである。ヴィリー・レオーがその参謀長を務めた（翌1925年に二代目の隊長に就任）。隊員数は1926年には11万8000人、1927年には12万人、1928年には10万1000人だったという。隊員は軍事訓練とともにマルクス・レーニン主義の思想教育を施された。
国家社会主義ドイツ労働者党（NSDAP,ナチ党）の準軍事組織突撃隊（SA）と似た役割をドイツ共産党の中で果たした。すなわち共産党員の活動をボディーガードし、一方社民党やナチ党など敵対政党の集会を実力で妨害し、また街頭において敵対勢力と武力衝突していた。共産党員は「 "Heil Moskau!"（ハイル・モスクワ!）」と叫び、右手の握りこぶしを掲げる敬礼を行った。ナチス式敬礼との違いは掲げる手の平を広げるか、閉じるか（握りこぶし）だけだった。
社民党と国旗団がそれぞれ政治部門・準軍事部門として比較的分離して活動していたのに対し、赤色戦線戦士同盟は完全に共産党の一部であって党の戦略目標にのみ動員された。その点で言えば、ワイマール時代の各党の準軍事組織の中でも最もナチ党の突撃隊に類似した存在だったと言える。赤色戦線と突撃隊はともに反資本主義的な若年層を人材源としたため、両組織の間には人材の行き来があった。
国旗団のスローガンは「共和国防衛」だったが、赤色戦線は「階級利害の擁護」がスローガンだった。そのため赤色戦線は国旗団をブルジョワとみなし、時には右翼以上に激しく国旗団を攻撃した。
各党の準軍事組織の中では比較的穏健だった国旗団と違い、赤色戦線戦士同盟は積極的に政敵への暴力闘争を行った。突撃隊と比較しても街頭闘争の戦術が硬直しており、殴り合いばかりに興じたため、突撃隊以上に当局から危険視されていた。そのため何度も禁止命令を受けた。しかし、1933年のナチ党政権誕生までは非合法組織として活動を続けた。
1928年秋のコミンテルン第6回大会で極左戦術が採択されると共産党は一層過激化し、赤色戦線戦士同盟による抗争事件が増加した。はじめ社民党の国旗団との抗争が多かったが、後には突撃隊や鉄兜団など右派の準軍事組織との抗争に力を入れるようになった。ヴァイマル共和政の官憲とも激しい闘争を行い、1929年5月1日のメーデー集会では警察と全面衝突して、33人の死亡者を出す血のメーデー事件を起こした。これにより、プロイセン自由州において共和国擁護法及び帝国結社法に基づき赤色戦線戦士同盟に対する解散命令が出され、公式な活動は終焉を迎えた。
赤色戦線戦士同盟は1925年から毎年聖霊降臨祭に際して「赤色聖霊降臨祭集会」と称してベルリンで行進を行った。この行進は好評を博し、共産党の党勢拡大に大きな力となっていた。
機関紙『赤色戦線』(Die Rote Front) を発行していた。下部組織に「赤色海軍」、「赤色青年戦線」（Rote Jungfront）、「赤色婦人および少女同盟」（Rote Frauen- und Mädchenbund（RFMB））などが存在した。
ドイツの政党の警備部隊としては突撃隊に匹敵する規模の勢力であり、最盛期には突撃隊との抗争で双方に数百人の死傷者を出したとも伝えられる。しかし、ナチ党政権下で共産党は非合法化され、党員たちは経歴を抹消するために関連資料などを処分してしまったために詳細は現在も不詳な部分が多い。
ナチ党政権樹立後、テールマンは逮捕・殺害され、レオーはソ連へ亡命したが大粛清の犠牲となった。その他の元隊員は強制収容所で殺害されたり、国外に逃れてスペイン内戦や独ソ戦に参加するなどした。

## 制服と装備品類

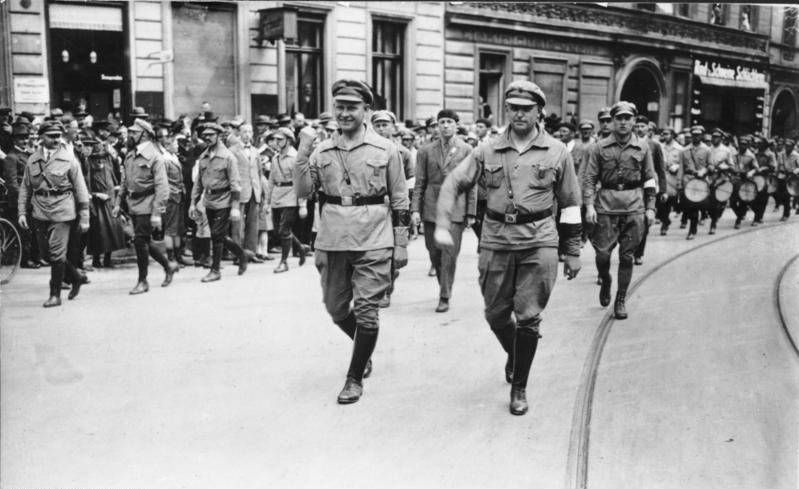
エルンスト・テールマン（左）とヴィリー・レオー(:de:Willy Leow)（右）ドイツ共産党の全国会議のあとの示威行進。1927年6月ベルリン。

制服や装備品類は地域や時代により非常に多くのバリエーションが存在する。たとえば、ベルリン型と呼ばれる服は上着は両胸にポケットがあり前合わせはボタン留めであるが、ドレスデン型と呼ばれる服は上着のポケットは片胸だけで前合わせは紐留めである。ズボンも上着と同色の乗馬ズボンの場合もあれば、黒または濃紺のストレートズボンを着用している場合もあり、集合写真でも個人ごとに制服や帽子、ベルト、靴などが異なっている例は珍しくない。

ベルトも「握りこぶしのマーク」の箱型バックルのサム・ブラウン・ベルトが正式な物であるが、当時の写真ではバックルの形状や負革の有無など様々な物が混用されていたことが確認できる。
腕章は「赤地に黒の握りこぶしのマーク」というデザインであるが、これもマークが刺繍の物もあればプリントの物もあり、さまざまなバリエーションが存在していたことが確認できる。ただし、腕章は左下腕部（肘関節よりも下、一般的な上腕部ではない）に着用するのが規定であったようであり、当時の写真で確認できる限りでは例外は無い。